# WTA Tour Championships 2009 - Singolare
Il singolare  del WTA Tour Championships 2009 è stato un torneo di tennis facente parte del WTA Tour 2009.
Venus Williams era la campionessa uscente, ma è stata battuta in finale da Serena Williams, con il punteggio di 6-2, 7–6(4). 

## Teste di serie
1. Dinara Safina (round robin, ritirata a causa di un infortunio alla schiena)
2. Serena Williams (campionessa)
3. Svetlana Kuznecova (round robin)
4. Caroline Wozniacki (semifinale, ritirata a causa di uno stiramento agli addominali)

1. Elena Dement'eva (round robin)
2. Viktoryja Azaranka (round robin)
3. Venus Williams (finale)
4. Jelena Janković (semifinale)

## Alternative
1. Vera Zvonarëva (Sostituisce Safina / Round Robin, ritirata a causa di un infortunio alla caviglia)

1. Agnieszka Radwańska (Sostituisce Zvonareva / round robin)

## Tabellone

### Legenda
| - Q = Qualificato - WC = Wild card - LL = Lucky loser | - ALT = Alternate - SE = Special Exempt - PR = Protected Ranking | - w/o = Walkover - r = Ritirato - d = Squalificato |

### Finali
|  | Semifinale | Semifinale         | Semifinale | Semifinale | Semifinale |  |  | Finale | Finale          | Finale          | Finale | Finale |  |
|  |            |                    |            |            |            |  |  |        |                 |                 |        |        |  |
|  | 2          | Serena Williams    | 6          | 0          |            |  |  |        |                 |                 |        |        |  |
|  | 4          | Caroline Wozniacki | 4          | 1          | r          |  |  | 2      | Serena Williams | Serena Williams | 6      | 7      |  |
|  | 7          | Venus Williams     | 5          | 6          | 6          |  |  | 7      | Venus Williams  | Venus Williams  | 2      | 64     |  |
|  | 8          | Jelena Janković    | 7          | 3          | 4          |  |  |        |                 |                 |        |        |  |

### Gruppo bianco
|       |                                                  | Dinara Safina Vera Zvonarëva Agnieszka Radwańska | Caroline Wozniacki              | Viktoryja Azaranka                    | Jelena Janković          | RR W–L  | Set W–L     | Game W–L         | Classifica |
| 1 ALT | Dinara Safina Vera Zvonarëva Agnieszka Radwańska |                                                  | 0–6, 7–6(3), 4–6 (w/ Zvonarëva) | 4–6, 7–5, 4–1 ritirata (w/ Radwańska) | 1–1 ritirata (w/ Safina) | 0–1 1–0 | 0–2 1–2 2–1 | 1–12 11–18 17–12 | X 4        |
| 4     | Caroline Wozniacki                               | 6–0, 6(3)–7, 6–4 (w/ Zvonarëva)                  |                                 | 1–6, 6–4, 7–5                         | 2–6, 2–6                 | 2–1     | 4–4         | 36–38            | 2          |
| 6     | Viktoryja Azaranka                               | 6–4, 5–7, 1–4 ritirata (w/ Radwańska)            | 6–1, 4–6, 5–7                   |                                       | 6–2, 6–3                 | 1–2     | 4–4         | 39–36            | 3          |
| 8     | Jelena Janković                                  | 1–1 ritirata (w/ Safina)                         | 6–2, 6–2                        | 2–6, 3–6                              |                          | 2–1     | 4–2         | 29–17            | 1          |

### Gruppo Marrone
|   |                    | Serena Williams  | Svetlana Kuznecova | Elena Dement'eva | Venus Williams   | RR W–L | Set W–L | Game W–L | Classifica |
| 2 | Serena Williams    |                  | 7–6(6), 7–5        | 6–2, 6–4         | 5–7, 6–4, 7–6(4) | 3–0    | 6–1     | 44–34    | 1          |
| 3 | Svetlana Kuznecova | 6(6)–7, 5–7      |                    | 6–3, 6–2         | 2–6, 7–6(3), 4–6 | 1–2    | 3–4     | 36–37    | 3          |
| 5 | Elena Dement'eva   | 2–6, 4–6         | 3–6, 2–6           |                  | 3–6, 7–6(6), 6–2 | 1–2    | 2–5     | 27–38    | 4          |
| 7 | Venus Williams     | 7–5, 4–6, 6(4)–7 | 6–2, 6(3)–7, 6–4   | 6–3, 6(6)–7, 2–6 |                  | 1–2    | 4–5     | 49–47    | 2          |